# 홍처량
홍처량(1607년 ~ 1683년)은 조선 후기의 문신으로, 숙종 때 서인의 거두이자 중진이었다. 송시열, 김수항과도 가깝게 지냈다. 본관은 남양이며, 자는 자회, 호는 북정이다.

## 생애
1641년, 문과에 급제한 후에 봉교가 되었으며 1642년에는 정언으로 승진했다. 이후 진하사 서장관으로 중국에 다녀왔고 암행어사로 민정을 다스렸다. 이후 1647년, 부교리로 내직에 복귀해서 교리, 낭청, 헌납을 거쳐 효종 때 이조좌랑, 겸사서, 이조정랑 등을 지내고 1650년에 암행어사로 다시 나갔다가 1651년, 이조정랑으로 돌아와서 당시 유배되어있던 김자점의 사형을 주장했다. 이후 사간을 하다가 1653년, 집의가 되었고 1654년, 사간을 하다가 당상관으로 승진, 승지가 되었다. 이후 1656년에 대사간으로 임명되었으며 1657년에 다시 좌부승지가 되었다. 이후 대사간을 다시 하다가 바로 현종 즉위 후 1660년에 우승지로 승차하는데 이후 병조참의가 되었을 때 예송 논쟁에서 송시열과 함께 1년상을 주장했다. 이후 서인이 승리하자 대사간, 대사성을 했으며 다시 대사간을 거쳐 1662년에 강원도관찰사로 임명되어 외직에 나가 민정을 다스렸다. 1663년에 다시 병조참의로 임명되어 내직에 돌아왔고 곧 대사간을 거쳐 이조참의까지 임명되었다. 곧 대사간, 대사헌, 부제학을 하다가 1667년, 재상의 반열에 올라 예조참판이 되었다. 이후 대사간을 다시 하고 개성유수로 외직에 나가서 민정을 다스렸으며 1670년에 대사헌에 임명되어 다시 내직으로 돌아와서 윤휴 등과 대립하기도 했다. 1671년, 이조참판을 하다가 바로 우승지로 임명되었는데 이후 동지경연사와 우부빈객을 겸하고 동지성균관사 역시 겸했다. 그러던 중 1673년, 이조판서로 임명되어 정경의 반열에 올랐고 우참찬, 대사헌 등의 각종요직을 거쳤다. 이후 다시 예조판서, 대사헌, 이조판서로 활약하며 서인의 중진이 되었고 숙종 즉위 후 남인이 집권하며 파직되었다. 그러나 1678년, 판중추부사로 복직했고 경신환국 이후 1680년에 예조판서에 재임명되어서 서인의 거두가 된다. 이후 홍문관제학을 거쳐 판중추부사로 퇴직하는데 1683년에 생을 마감한다.